# Aeroportul Internațional Cairo
Aeroportul Internațional Cairo (IATA: CAI, ICAO: HECA) (în arabă مطار القاهرة الدولي, transliterat: Maṭār El Qāhira El Dawly) este principalul aeroport internațional din Cairo și cel mai mare și mai aglomerat aeroport din Egipt. Acesta servește ca hub principal pentru EgyptAir și Nile Air, precum și pentru alte câteva companii aeriene. Aeroportul este situat în Heliopolis, la nord-est de Cairo, la aproximativ cincisprezece kilometri (opt mile marine) de zona de afaceri a orașului și are o suprafață de aproximativ 37 km2 (14 mi2).
Este unul dintre cele mai aglomerate aeroporturi din Africa, în ceea ce privește numărul total de pasageri.